# Albany (Missouri)
Albany város az USA Missouri államában, Gentry megyében, melynek megyeszékhelye is. Lakosainak száma 1679 fő (2020. április 1.).

## Népesség
A település népességének változása:

| 2010 | 1 730 |
| 2020 | 1 679 |